# Copa beninesa de futbol
La copa beninesa de futbol és la màxima competició futbolística per eliminatòries de Benín.
La informació de les primeres edicions d'aquesta competició és escassa i sovint confosa. Sembla que fou coneguda com Coupe du Dahomey i més tard com a Coupe de l'Indépendance. L'any 2002 es creà al Coupe du Bénin, que durant diversos anys va conviure amb la Copa de la Independència, esdevenint finalment com a Copa Nacional.

## Historial
Font:
| Temporada                                   | Campió                              | Resultat                            | Finalista                           |
| Coupe du Dahomey (colònia francesa)         | Coupe du Dahomey (colònia francesa) | Coupe du Dahomey (colònia francesa) | Coupe du Dahomey (colònia francesa) |
| ------------------------------------------- | ----------------------------------- | ----------------------------------- | ----------------------------------- |
| 1951-52                                     | Alliance Sportive Cotonou           | 2-2, 1-1                            | Amicale Porto-Novo                  |
| Coupe de l'Indépendance                     |                                     |                                     |                                     |
| 1960                                        | Sofa FC Malanville                  | 3-2                                 | Pèrèrè                              |
| 1963                                        | ASSO Porto-Novo                     |                                     |                                     |
| 1968                                        | ASSO Porto-Novo                     | 2-1                                 | Alliance Sportive Cotonou           |
| 1969                                        | Sinaworogui FC N'Dali               | n/a                                 | Olympique Sport Parakou             |
| 1970                                        | ASSO Porto-Novo                     | 2-1                                 | Cheminots Porto-Novo                |
| 1971                                        | Alliance Sportive Cotonou           | 2-1                                 | Forces Armées du Dahomey            |
| 1972                                        | ASSO Porto-Novo                     | 3-2                                 | Cheminots Porto-Novo                |
| 1973                                        | Forces Armées du Dahomey            | 3-3, 1-0                            | Etoile Sportive Porto-Novo          |
| 1974                                        | ASSO Porto-Novo                     | 3-1                                 | Cheminots Porto-Novo                |
| 1975                                        | Postel Sport FC                     | 1-0                                 | ASSO Porto-Novo                     |
| 1976                                        | final cancel·lada                   | final cancel·lada                   | final cancel·lada                   |
| 1977                                        | no es disputà                       | no es disputà                       | no es disputà                       |
| 1978                                        | Requins de l'Atlantique FC          |                                     |                                     |
| 1979                                        | Buffles du Borgou                   |                                     |                                     |
| 1980                                        | no es disputà                       | no es disputà                       | no es disputà                       |
| 1981                                        | Requins de l'Atlantique FC          |                                     |                                     |
| 1982                                        | Buffles du Borgou                   | 2-1                                 | Université Nationale du Bénin FC    |
| 1983                                        | Requins de l'Atlantique FC          |                                     |                                     |
| 1984                                        | Dragons de l'Ouémé                  |                                     |                                     |
| 1985                                        | Dragons de l'Ouémé                  |                                     |                                     |
| 1986                                        | Dragons de l'Ouémé                  |                                     |                                     |
| 1987                                        | no es disputà                       | no es disputà                       | no es disputà                       |
| 1988                                        | Requins de l'Atlantique FC          |                                     |                                     |
| 1989                                        | Requins de l'Atlantique FC          | 3-0                                 | ASMAP                               |
| 1990                                        | Dragons de l'Ouémé                  |                                     |                                     |
| 1991                                        | Mogas 90 FC                         |                                     |                                     |
| 1992                                        | Mogas 90 FC                         | 1-1 (5-4 p)                         | Dragons de l'Ouémé                  |
| 1993                                        | Locomotive Cotonou                  | 0-0 (4-3 p)                         | Postel Sport                        |
| 1994                                        | Mogas 90 FC                         |                                     |                                     |
| 1995                                        | Mogas 90 FC                         | 2-1                                 | Toffa FC                            |
| 1996                                        | Université Nationale du Bénin FC    | 1-0                                 | Requins de l'Atlantique FC          |
| 1997                                        | Energie Sport FC                    | 0-0 (9-8 p)                         | Entente Force Armée                 |
| 1998                                        | Mogas 90 FC                         | 1-0                                 | Dragons de l'Ouémé                  |
| 1999                                        | Mogas 90 FC                         |                                     |                                     |
| 2000                                        | Mogas 90 FC                         | 1-0                                 | Buffles du Borgou                   |
| 2001                                        | Buffles du Borgou                   | 1-0                                 | Dragons de l'Ouémé                  |
| Coupe du Bénin                              |                                     |                                     |                                     |
| 2002                                        | Jeunesse Sportive Pobé              | 0-0, 1-1 (4-3 p)                    | Mogas 90 FC                         |
| 2003                                        | Mogas 90 FC                         | 1-0 (prò.)                          | Soleil FC                           |
| 2004                                        | Mogas 90 FC                         | 1-0                                 | Requins de l'Atlantique FC          |
| 2005                                        | desconegut                          | desconegut                          | desconegut                          |
| 2006                                        | Dragons de l'Ouémé                  | 0-0, 2-0                            | Mogas 90 FC                         |
| 2007                                        | Université Nationale du Bénin FC    | 2-0                                 | AS Oussou Saka FC                   |
| 2008-09                                     | ASPAC FC                            | 1-0                                 | Dadjè FC                            |
| 2009-10                                     | desconegut                          | desconegut                          | desconegut                          |
| 2011                                        | Dragons de l'Ouémé                  | 2-1                                 | AS Oussou Saka FC                   |
| 2012                                        | Mogas 90 FC                         | 3-0                                 | Dragons de l'Ouémé                  |
| 2013                                        | Ouémé-Plateau                       | 1-0                                 | Atacora-Donga                       |
| Coupe de l'Indépendance et de la Fédération |                                     |                                     |                                     |
| 2014                                        | AS Police                           | 2-2 (4-3 p)                         | Ayema FC                            |
| 2015-18                                     | no es disputà                       | no es disputà                       | no es disputà                       |
| Coupe du Bénin                              |                                     |                                     |                                     |
| 2019                                        | ESAE FC                             | 2-1                                 | ASPAC FC                            |
| 2020                                        | no es disputà                       | no es disputà                       | no es disputà                       |

| Temporada               | Campió                           | Resultat                | Finalista               |
| Coupe de l'Indépendance | Coupe de l'Indépendance          | Coupe de l'Indépendance | Coupe de l'Indépendance |
| ----------------------- | -------------------------------- | ----------------------- | ----------------------- |
| 2002                    | Dragons de l'Ouémé               | 2-0                     | Mogas 90 FC             |
| 2003                    | desconegut                       | desconegut              | desconegut              |
| 2004                    | Université Nationale du Bénin FC | 1-0                     | ASJA FC                 |
| 2005                    | Atlantique/Littoral              | [ f ]                   | Borgou/Alibori          |
| 2006                    | Energie de la Sbee               | 1-0                     | Soleil FC               |
| 2007                    | Requins de l'Atlantique FC       | 0-0 (5-4 p)             | Energie de la Sbee      |
| 2008                    | Energie de la Sbee               | 2-1                     | Dynamo d'Abomey         |
| 2009                    | ASPAC FC                         | 0-0 (3-1 p)             | USC                     |

1. ↑  Alliance guanyà per major número de còrners.
2. ↑  Podria ser que Etoile Sportive Porto-Novo també guanyés una copa aquesta temporada.
3. ↑  El finalista Police es dissolgué.
4. ↑  Association Manitentionnaires du Port (Porto-Novo).
5. ↑  Association Sportive du Port Autonome de Cotonou.
6. 1 2  Competició disputada per seleccions regionals.
7. ↑  Ecole Supérieure d'Administration et d'Economie.